# Убийство королевской семьи в Непале
Убийство королевской семьи в Непале (непальск. दरबार हत्याकाण्ड) — массовое убийство королевской семьи Непала, произошедшее 1 июня 2001 года в королевском дворце Нараянхити, резиденции непальских монархов.
Согласно официальной версии, преступление совершил принц Дипендра, который расстрелял из винтовки М-16 и 9-мм пистолета-пулемёта MP5K девятерых и тяжело ранил пятерых членов своей семьи, после чего выстрелил в себя; впав в кому, Дипендра умер не приходя в сознание спустя три дня после расстрела. Среди погибших были родители Дипендры — король Бирендра и королева Айшвария. Официальной причиной убийства была названа случайная семейная ссора по вопросу о невесте принца, произошедшая в то время, когда Дипендра, предположительно, находился в состоянии сильного алкогольного или наркотического опьянения (ранее кронпринц неоднократно попадал в неприятности из-за злоупотребления алкоголем: так, в 1999 году его автомобиль останавливали за превышение скорости двое полицейских, однако Дипендра, угрожая оружием, сам задержал стражей порядка и вывез их за город). После убийства своего отца де-юре Дипендра три дня (до своей смерти) был королём Непала. После того, как он умер 4 июня 2001 года, королём Непала стал Гьянендра, брат покойного короля Бирендры, который отсутствовал во дворце во время покушения.
Отсутствие достоверной информации и подозрения в том, что убийство на самом деле было инициировано непопулярным в народе и конфликтовавшим со старшим братом Гьянендрой, привели к массовым беспорядкам в Катманду, которые продолжались несколько дней; ситуация в Непале вызвала беспокойство также и в соседней Индии. В целях выяснения обстоятельств трагедии королём был создан специальный комитет, который в ходе своего расследования обвинил в убийстве принца Дипендру. Тем не менее, многие жители Непала не поверили в официальную версию событий и не одобрили вердикт комитета, вследствие чего возникло множество конспирологических версий этих трагических событий, отличных от официальной. События 1 июня 2001 года подорвали авторитет непальской монархии и, в конечном счёте, привели к переходу страны к республиканской форме правления в 2008 году.

## Расследование и версии
Согласно сообщениям очевидцев и официальному расследованию, проведенному комитетом из двух человек, в состав которого вошли председатель Верховного суда Кешав Прасад Упадхья и спикер Палаты представителей Таранатх Ранабхат: «1 июня 2001 года наследный принц Дипендра открыл огонь по дому на территории Королевского дворца Нараянхити, резиденции непальских монархов, где проходила вечеринка. Он застрелил своего отца, короля Бирендру, свою мать, королеву Айшварью, и семь других членов королевской семьи, включая своих младших брата и сестру, прежде чем выстрелить себе в голову. Из-за того, что он уничтожил большую часть линии преемственности, он стал королем, находясь в коматозном состоянии из-за раны головы».
Его мотивы остались неизвестны, но существуют разные версии. Так, по одной версии, Дипендра был зол на свою семью, так как хотел жениться на Девьяни Ране, с которой познакомился в Соединенном Королевстве. Она являлась дочерью Пашупати Шамшер Джанг Бахадура Раны, который ранее занимал разные государственные посты. Несмотря на то, что правящая королевская династия и клан Рана имели долгую историю смешанных браков, династия Шахов исторически враждебно была настроена к Рана.
Некоторые утверждают, что из-за того, что семья её матери была из королевской семьи низшего сословия Индии и политических союзов её отца, родители Дипендры возражали против этой женитьбы наследника престола. Фактически, семья Девьяни Рана является одной из самых богатых бывших королевских семей Индии и, как утверждалось, намного богаче династии Шахов. Мать будущей невесты предупредила свою дочь, что выход замуж за непальского наследного принца может означать падение её уровня жизни.
По другой версии, в случае женитьбы принца Дипендры на Девьяни Ране существовала большая вероятность увеличения индийского влияния на королевскую семью, против чего дворец возражал. Есть и теория, судя которой, Дипендра был недоволен переходом страны от абсолютной к конституционной монархии и что после Народного движения 1990 года оппозиции было отдано слишком много власти. На самом деле это маловероятно; наследный принц с энтузиазмом отреагировал на восстание 1990 года. Позже он разочаровался отказом отца вмешаться в события, в то время как непальские политики ссорились и конкурировали между собой, не сумев оказать эффективное противодействие на растущую маоистскую угрозу.
Обстоятельства массового убийства членов королевской семьи до сих пор вызывают много споров, и даже сегодня, когда в Непале упразднена монархия, остается много вопросов относительно её причины. Вопросы, на которые пока нет ответа, включают такие детали, как очевидное отсутствие безопасности на мероприятии; отсутствие принца Гьянендры; тот факт, что несмотря на то, что Дипендра был правшой, ранение головы, нанесённое самому себе, было расположено в области левого виска и что в висок попали две пули вместо одной; и, наконец, последующее расследование длилось всего две недели и не включало в себя какой-либо серьёзной криминалистической экспертизы. Это расследование было проведено после того, как Скотленд-Ярд предложил провести судебно-медицинское расследование.

## Жертвы
Погибли
- король Бирендра, отец
- королева Айшвария, мать
- принц Нираджан, младший брат Дипендры
- принцесса Шрути, младшая сестра Дипендры
- принц Дхирендра, брат короля Бирендры, отказавшийся от титула
- принцесса Шанти, старшая сестра короля Бирендры
- принцесса Шарада, младшая сестра короля Бирендры
- принцесса Джаянти, двоюродная сестра короля Бирендры
- Кумар Кхадга, муж принцессы Шарады[11]
- Дакш Джогчанд (второй начальник Королевской гвардии)

Получили ранения
- принцесса Шова, сестра короля Бирендры
- Кумар Горах, муж принцессы Шрути
- принцесса Комал, жена короля Гьянендры и будущая и последняя королева Непала
- Кетаки Сингх, двоюродная сестра короля Бирендры, отказавшаяся от своего титула[12]

Сам Дипендра умер через три дня. Мать Кумара Кхадга Бодх Кумари Шах умерла от шока, услышав новость о смерти сына.

## Последствия
Дипендра был провозглашён королем, находясь в коме, но умер 4 июня 2001 г.. Гьянендра был назначен регентом на три дня, а после смерти Дипендры сам взошел на трон.
Пока Дипендра был жив, Гьянендра утверждал, что случившееся являлось результатом «случайного выстрела из автоматического оружия» в королевском дворце. Однако позже он сказал, что данное заявление сделал из-за «юридических и конституционных препятствий», поскольку по конституции и по традиции Дипендра не мог быть обвинён в убийстве, если бы он выжил. После проведения полного расследования, Дипендра был признан виновным в убийстве.
После опроса более ста человек, включая очевидцев и дворцовых чиновников, охранников и сотрудников, следствие пришло к выводу, что массовое убийство в королевском дворце совершил принц Дипендра.
Большое количество непальцев, как внутри страны, так и за рубежом, оспорили официальный отчёт о расследовании гибели королевской семьи, поскольку, по их мнению, многие факты и доказательства, представленные следственной группой, во многих аспектах выглядели противоречивыми. Близкий помощник Дипендры сказал о принце: «Он мог отказаться от престола ради любви, но он никогда не совершил бы этого».

## Ритуал Катто
12 июня 2001 года была проведена индуистская церемония Катто, с целью изгнания нечистой силы или духа мёртвого короля из Непала. Брахман Дурга Прасад Сапкота, одетый как Бирендра, чтобы символизировать покойного царя, выехал на слоне из Катманду в символическое изгнание, забрав с собой многие вещи монарха .

## Теория заговора
Король Бирендра и его сын Дипендра пользовались большой популярностью и уважением среди населения Непала.
Впоследствии Пушпа Камал Дахал (Прачанда), председатель Объединённой коммунистической партии Непала (маоистская), на публичном собрании заявил, что резня в королевском дворце была спланирована индийской внешней разведкой Отделом исследований и анализа (RAW) или ЦРУ США.